# Ковалёв, Сергей Иванович (дипломат)
Серге́й Ива́нович Ковалёв (26 сентября 1930 — 31 июля 1983) — советский партийный деятель и дипломат. Чрезвычайный и полномочный посол.

## Биография
Родился в 1930 году в селе Зерновка. Член КПСС.
В 1966—1975 годах — первый секретарь Рязанского городского комитета КПСС. В 1976—1980 годах — второй секретарь Рязанского областного комитета КПСС.
На дипломатической работе находился с 1981 года.
С 10 апреля 1981 по 31 июля 1983 года был чрезвычайным и полномочным послом СССР в Боливии.
Имел дипломатический ранг чрезвычайного и полномочного посла.
Депутат Верховного Совета РСФСР 8—9 созывов, делегат XXIII—XXV съездов КПСС.
Похоронен в Москве на Кунцевском кладбище.